# Peridiothelia
Peridiothelia är ett släkte av lavar. Peridiothelia ingår i familjen Pleomassariaceae, ordningen Pleosporales, klassen Dothideomycetes, divisionen sporsäcksvampar och riket svampar.
| Peridiothelia | \| \| Peridiothelia fuliguncta \| \| \| \| |
|               | \| \| Peridiothelia fuliguncta \| \| \| \| |
|               | Peridiothelia fuliguncta                   |
|               |                                            |

|  | Peridiothelia fuliguncta |
|  |                          |